# Tijera (fútbol)
La tijera, tijereta o media chilena es una acrobacia usada en el fútbol y sus deportes derivados —el fútbol sala y el fútbol playa—, que consiste en golpear el balón levantando las piernas en el aire y cruzándolas —movimiento similar al del instrumento, por eso fue bautizada así—, generalmente en posición paralela al campo y mediante el empeine. Sirve para pasar, despejar o rematar de media distancia.

Es vista ocasionalmente durante los partidos debido a su complejidad y sancionada como «jugada peligrosa» si es imprudente. Por otra parte, es considerado como un lujo realizarla correctamente, más aún cuando es convertido un gol. Debido a sus características, es similar a la «chilena», aunque esta última es muchas veces considerada diferente y caracterizada por un salto atrás. Otras fuentes, sin embargo, consideran ambas jugadas como equivalentes. Algunos ejecutores destacados han sido el colombiano Alexis Mendoza, el chileno Elías Figueroa, el mexicano Manuel Negrete y el galés Mark Hughes.